# 2-苄基-4-氯苯酚
2-苄基-4-氯苯酚（英語：2-benzyl-4-chlorophenol）是一种有机化合物，化学式C13H11ClO，可见于Shewanella halifaxensis等物种。

## 合成
它可由4-氯苯酚和氯化苄在无水氯化锌催化下反应制得。